# 113 Dywizja Strzelecka (ZSRR)
113 Dywizja Strzelecka (ros. 113-я стрелковая дивизия) – związek taktyczny piechoty Armii Czerwonej.

## Formowania i walki
Pierwszy raz 113 Dywizja Strzelecka (113 DP) sformowana został w 1939. Wzięła udział w kampanii wrześniowej w składzie 3 Korpusu Strzeleckiego. Od 22 czerwca 1941 broniła terytorium Związku Radzieckiego w związku z atakiem armii III Rzeszy i jej sojuszników. W tym czasie dowodzona była przez gen. mjra Christofora Aławierdowa i wchodziła w skład 5 Korpusu Strzeleckiego. Z powodu poniesionych strat została rozformowana 19 września 1941.
Drugie formowanie 113 Dywizji Strzeleckiej (113 DP) miało miejsce już 26 września 1941. Po tym formowaniu 113 DP przeszła cały szlak bojowy zakończony zniszczeniem III Rzeszy. W czasie walk na przyczółku baranowsko-sandomierskim broniła odcinka frontu na południe od Stopnicy. Na jej odcinku, 14 sierpnia 1944 linię frontu radziecko-niemieckiego przekroczyła 1 Brygada Armii Ludowej Ziemi Krakowskiej im. Bartosza Głowackiego dowodzona przez kapitana Józefa Saturna, unikając zniszczenia przez armię niemiecką.

## Dowódcy dywizji
- płk Aleksandr Nieczajew (był w 1939)[1]
- gen. mjr Christofor Aławierdow[2].

## Struktura organizacyjna
W 1939
- 513 pułk strzelecki
- 679 pułk strzelecki
- 725 pułk strzelecki
- 451 pułk artylerii lekkiej
- 416 pułk artylerii haubic
- 472 samodzielny batalion czołgów
- 239 dywizjon przeciwpancerny
- ? dywizjon artylerii przeciwlotniczej
- 149 batalion rozpoznawczy
- 204 batalion saperów
- 228 batalion łączności
- 201 batalion medyczno-sanitarny
- 150 kompania przeciwchemiczna
- 113 batalion transportowy
- 232 kompania remontowa
- 113 piekarnia polowa
- 171 szpital weterynaryjny
- 83 stacja poczty polowej
- 331 pluton NKWD